# Hubert de Ravinel
Hubert de Ravinel, né le 22 janvier 1934 à Fontainebleau, dont la famille est originaire de Lunéville en Lorraine, et mort le 14 février 2022 à Montréal, est professeur, animateur de télévision, animateur de radio, essayiste, poète et nouvelliste québécois. 
Il est détenteur d'une licence en droit (Nancy 1956), d'un diplôme de sciences politiques, (Paris 1957) ainsi que d'une maîtrise en andragogie de l'Université de Montréal (1991). 
Arrivé à Montréal en 1962 après un séjour de 2 ans à Chicago, il est le cofondateur et fut le directeur jusqu'en 1977 des Petits frères des Pauvres. Il est également membre fondateur de l'Association québécoise de gérontologie. Durant plusieurs années, de 2000 à 2010, Hubert de Ravinel a occupé un poste d'administrateur bénévole sur le Conseil d’administration de l'organisme Baluchon Alzheimer, notamment celui de secrétaire-trésorier et par la suite, celui de vice-président. 
Il a enseigné la gérontologie aux niveaux universitaire et collégial de 1977 à 1998. 
Il a également tenu une chronique hebdomadaire sur le vieillissement au quotidien La Presse de janvier 1986 à décembre 1989.
Il a publié quatre essais sur le vieillissement ainsi qu'un recueil de nouvelles et un  autre de poésie et a conçu et animé des émissions de radio et de télévision à Radio-Canada et à Télé-Québec, portant sur le vieillissement.

## Publications
- Vieillir au Québec (1972)
- L'Âge démasqué (1979)
- Les Enfants du bout de la vie (1980)
- Au fil de l'âge (1988), en collaboration avec Robert Laliberté
- Le Défi de vieillir (1991)
- Le Courage et la Tendresse (1992)
- Car j'aime et j'espère (1994)
- Vieillir au masculin (1997)
- Le Temps libéré (2003), en collaboration avec Claire Blanchard

## Distinctions
- 1995 : Chevalier de l'ordre de la Pléiade
- 1999 : Prix Claire-Bonenfant pour les valeurs démocratiques
- 2002 : Chevalier de l'Ordre national du Québec
- 2012 : Chevalier de l'Ordre national de la Légion d'honneur